# ماركو أنطونيو كامبوس
ماركو أنطونيو كامبوس (بالإسبانية: Marco Antonio Campos "Viruta")‏ هو ممثل مكسيكي، ولد في 9 سبتمبر 1919 في المكسيك، وتوفي في 19 فبراير 1996 بمدينة مكسيكو في المكسيك.

## أعماله

### في السينما
- كل واحد معركته

## وصلات خارجية
- ماركو أنطونيو كامبوس على موقع IMDb (الإنجليزية)
- ماركو أنطونيو كامبوس على موقع قاعدة بيانات الفيلم (الإنجليزية)